# Station Volvic
Station Volvic is een spoorwegstation in de Franse gemeente Volvic.
Het wordt bediend door de treinen van TER Auvergne-Rhône-Alpes.

## Foto's

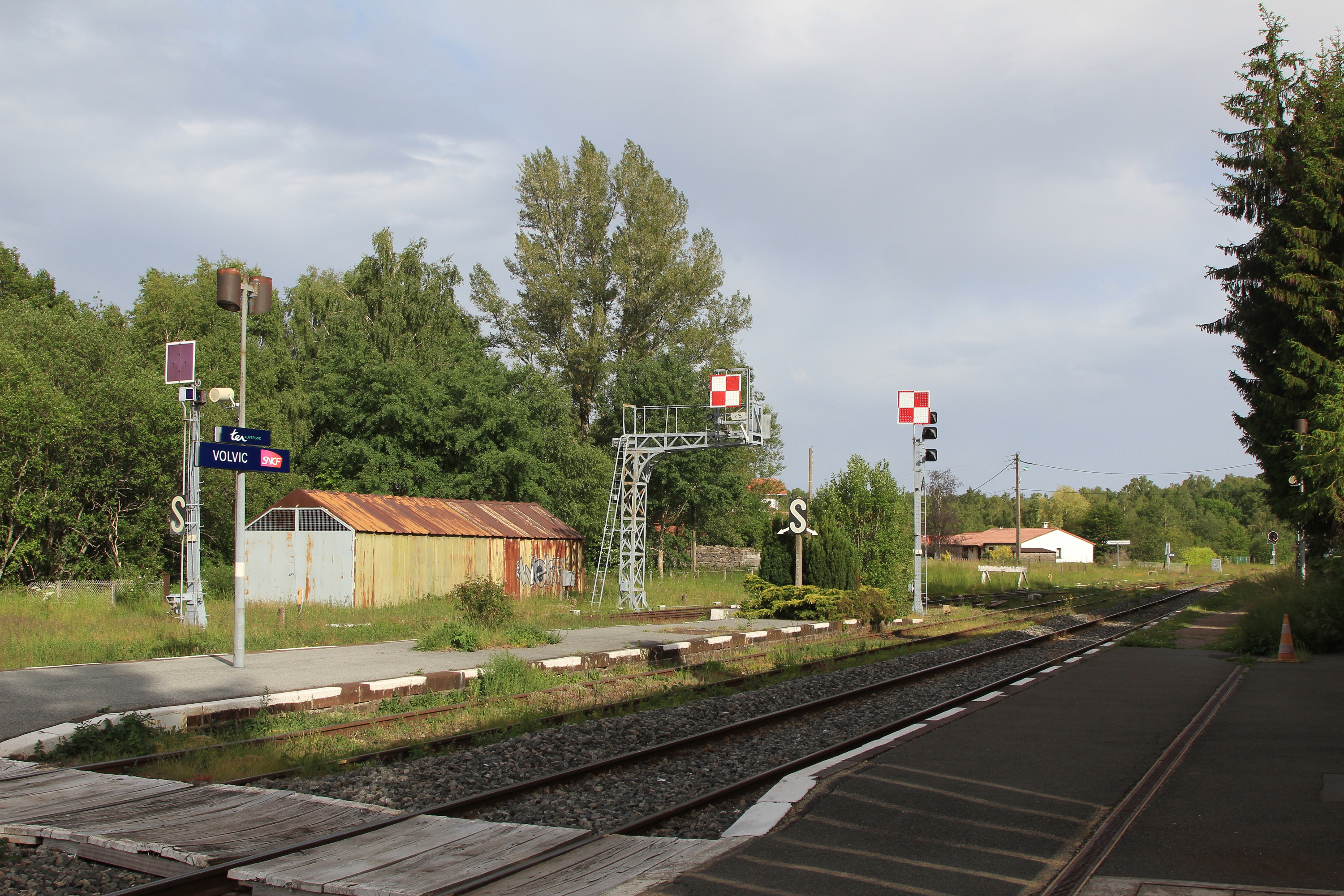